# 木九十
木九十（MUJOSH）是中華人民共和國一家眼鏡連鎖企業，成立於2010年。2015年開始向中國以外市場發展，2018年進入美國市場。截至2018年，木九十在全球市场各大商場共有800多个销售点。

## 外部連結
- 官方网站